# Raymond Wilson
Raymond Wilson   (Royal Sutton Coldfield, 23 de març de 1928 - Rohrbach, 16 de març de 2018) va ser un físic anglès i dissenyador de telescopis òptics, conegut per ser pioner en l'ús de l'òptica activa en grans telescopis.

## Biografia
Va obtenir un grau en física per la Universitat de Birmingham, i un altre en enginyeria per l'Imperial College de Londres. Després d'acabar el servei militar el 1952, va reprendre el seu treball en òptica.
Wilson va treballar a l'Observatori Europeu Austral (ESO) durant més de 20 anys, de 1972 a 1993, al principi a Ginebra i més tard a Garching a Alemanya. Abans d'això, va passar onze anys com a cap del Departament de Disseny de telescopis a Carl Zeiss al poble d'Oberkochen a Alemanya. També va treballar a l'Imperial College i al National Physical Laboratory (Laboratori Nacional de Física) al Regne Unit La seva posició a l'ESO era Cap de l'Òptica i Grup de Telescopis.
Les seves contribucions principals han estat en l'òptica del telescopi i en tecnologia. En particular, va desenvolupar el concepte d'òptica activa, que ara és el principi bàsic sobre el qual es construeixen els grans telescopis. El concepte d'òptica activa va ser desenvolupat per primera vegada al New Technology Telescope d'ESO, i després Very Large Telescope (VLT) de l'ESO.
Wilson es va retirar el 1993, escrivint la monografia en dos volums Reflecting Telescope Optics, una obra cabdal en el camp. També va estendre el disseny de grans telescopis als dissenys d'última generació que utilitzen tres, quatre i cinc miralls.
Els premis atorgats pel seu treball inclouen la Medalla Karl Schwarzschild (1993) i una participació del Premi Kavli (2010), així com el Premi Tycho Brahe (2010). També ha estat nomenat Cavaller de la Legió d'Honor francesa (2003) i ha rebut el Premi Lallemand (2005) de l'Acadèmia Francesa de les Ciències.
Altres interessos de Wilson inclouen: la història, l'economia, la cosmologia i la biologia.